# Trupanea guttistella
Trupanea guttistella är en tvåvingeart som först beskrevs av Erich Martin Hering 1951.  Trupanea guttistella ingår i släktet Trupanea och familjen borrflugor. Inga underarter finns listade i Catalogue of Life.